# Fuerte Morgan
El Fuerte Morgan es un Hito Histórico Nacional de los Estados Unidos que comprende el fuerte Morgan estadounidense del siglo XIX, situado en Gasque, condado de Baldwin, Alabama, en EE. UU.

## Historia

Anexión estadounidense de La Florida española (1810-1821)

### Florida occidental española
Su origen se encuentra en el fuerte Bowyer originalmente construido en adobe en la bahía de Mobile y cuyo nombre hace referencia al colono estadounidense que lo financió. Se trataba de un fuerte para asegurar la invasión estadounidense del ejército de James Wilkinson de la Florida occidental española en 1813 como resultado de las campañas de la  guerra anglo-estadounidense (1812-1815).La Royal Navy de Reino Unido atacó el fuerte en septiembre de 1814, sin éxito. En febrero de 1815 un nuevo ataque de la Royal Navy rindió y ocupó el fuerte. Estos se retiraron tras el conocimiento del tratado de Gante (1814) que puso fin a la guerra anglo-estadounidense. 

### Alabama, EE.UU.
El actual fuerte Morgan data de la época del estado de Alabama de 1834, construido en el emplazamiento del fuerte Bowyer como bastión pentagonal de mampostería en honor a Daniel Morgan, militar de la guerra de Independencia de EE. UU. en la que paradójicamente España fue aliado de EE. UU. La defensa de la bahía de Mobile se completaba con el fuerte Gaines (isla Dauphin).Los responsables de las obras fueron, que contaron con mano de obra esclava, fueron Benjamin Hopkins ingeniero militar de Napoleón (1818), el ingeniero militar R.E DeRussey (1825) y Cornelius Ogden (1834). Su primer oficial fue el capitán F.S Belton, comandante de la Compañía B, 2.a artillería estadounidense. Esta unidad permaneció en el fuerte durante aproximadamente un año y medio antes de su traslado a Florida para participar en la segunda guerra semínola.

#### Guerra de Secesión
Ocho días antes de que Alabama se separara de la Unión, el Coronel John B. Todd tomó cuatro compañías de voluntarios de Alabama y capturó el fuerte antes del amanecer del 3 de enero de 1861. Luego, los confederados fortalecieron las defensas de la Bahía de Mobile. El punto clave era el canal de navegación principal frente al Fuerte Morgan, ya que este era el único acceso donde el agua era lo suficientemente profunda como para permitir el paso de los principales buques de guerra. Para defender esta área, los confederados colocaron 18 de los cañones más pesados del fuerte (incluidos dos rifles Brooke de 7 pulgadas y dos rifles Blakely de 8 pulgadas de fabricación británica), para que pudieran apuntar al Canal. También construyeron reductos y trincheras al este del fuerte para impedir aún más cualquier ataque por tierra. Por último, complementaron las defensas terrestres con una pequeña flotilla formada por el ariete Tennessee y tres cañoneras, Morgan, Gaines y Selma, todas bajo el mando del almirante Franklin Buchanan.
Durante la guerra, el Fuerte Morgan proporcionó fuego protector para los corredores del bloqueo. Los 17 barcos que salieron de la bahía eludieron la captura, al igual que 19 de los 21 que intentaron ingresar. Los soldados de la Unión fueron observados en el faro de Sand Island, espiando el Fuerte Morgan y el fuerte disparó contra la posición que destruyó el faro.

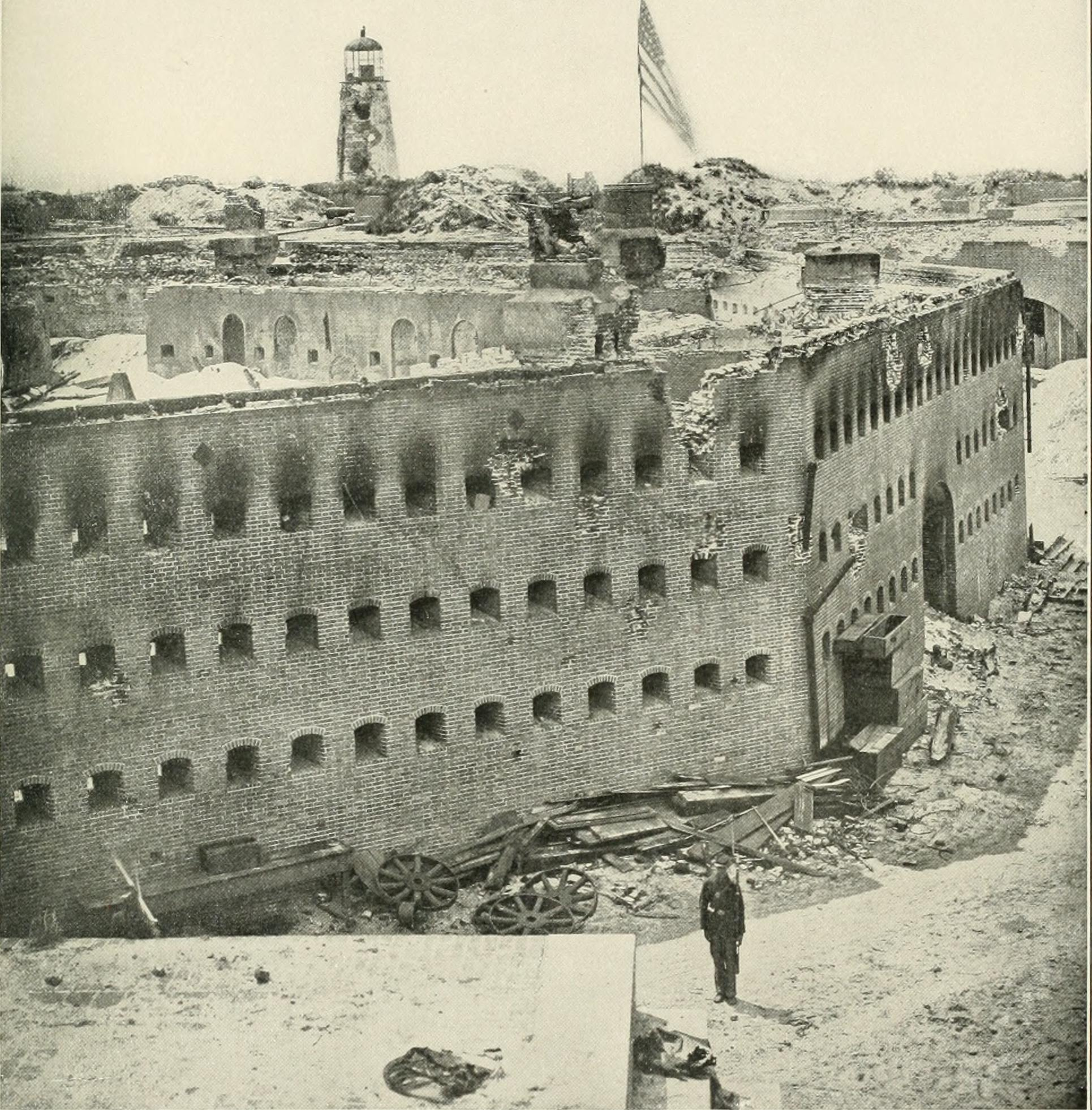
El Fuerte Morgan Bajo la ocupación de la Unión.

Durante la Batalla de la bahía de Mobile el 5 de agosto de 1864, las fuerzas navales de la Unión al mando del almirante David Farragut pudieron pasar por el Fuerte Morgan y entrar en la bahía.
Capturaron al Tennessee y Selma, forzaron la varada y la quema de Gaines y capturaron el Fuerte Gaines. Esto liberó a las fuerzas terrestres de la Unión al mando de Gordon Granger para sitiar el Fuerte Morgan. Durante el asedio, el techo de madera de la Ciudadela, un cuartel de diez lados ubicado en el centro del fuerte que albergaba a los soldados, se incendió y la estructura resultó gravemente dañada. En lugar de restaurarlo, los equipos de la posguerra utilizaron las ruinas como fuente de ladrillos para reparar el fuerte. Los restos de la Ciudadela fueron arrasados en la década de 1880 para usarlos como rompeolas. Después de dos semanas de bombardeos por mar y tierra, el comandante Richard L. Page, comandante del fuerte, se sintió obligado a rendirse. Lo hizo el 23 de agosto de 1864, después declavar los cañones de la fortaleza.
Una vez que el fuerte estuvo en manos de la Unión, la Unión lo usó como base para incursiones de reconocimiento, y luego como área de preparación para la Batalla del Fuerte Español y la Batalla del Fuerte Blakely, que ocurrió días antes de que el General Robert E. Lee se rindiera en la Batalla de Appomattox.

#### Finales delsigloXIX
Durante un proyecto de renovación en la década de 1870, el fuerte recibió 12 cañones estriados Parrott de 200 libras. Finalmente, sin embargo, el gobierno de los Estados Unidos abandonó el fuerte, dejándolo caer en mal estado. Luego, bajo la presidencia de Grover Cleveland, el secretario de Guerra William Endicott presidió la Junta de Endicott, que condujo a un programa de construcción de nuevas baterías de hormigón. Entre 1895 y 1900, el Fuerte Morgan recibió cinco baterías de concreto, respaldadas por lo último en control de incendios, electricidad y comunicaciones. La primera batería, Battery Bowyer, estuvo operativa durante la guerra hispano-estadounidense. Tenía cuatro pistolas de retrocarga de 8 pulgadas en vagones que desaparecían. La batería se cerró en 1917 y los cañones se retiraron para convertirlos en cañones de ferrocarril para el servicio en Europa.
Al comienzo de la guerra hispano-estadounidense, el Fuerte Morgan también recibió ocho cañones Rodman de boca lisa y calibre suave de 10 pulgadas, convertidos en rifles de 8 pulgadas con la inserción de una funda de cañón. Esto fue improvisado y el ejército más tarde entregó las armas a las ciudades para los monumentos de la Guerra Civil.
La segunda batería, completada en 1900, fue Battery Dearborn, llamada así por el general de división Henry Dearborn. La batería tenía ocho morteros de defensa costera de 12 pulgadas de retrocarga en dos fosos de cuatro cañones. La intención era que si se acercaban naves enemigas, los morteros lloverían proyectiles sobre las cubiertas menos blindadas de las naves. La tercera batería, también completada en 1900, fue Battery Duportail, llamada así por el general de división Louis Duportail. Su armamento consistía en dos rifles de retrocarga de 12 pulgadas en vagones que desaparecían. La batería se dio de baja en 1923. El Ejército quitó los bloqueos de las recámaras y los tapó antes de dejar los cañones en su lugar. El ejército desechó las armas a principios de la década de 1940.
La cuarta batería era Battery Thomas, llamada así por el capitán Evan Thomas, que había muerto en la batalla de Sand Butte en 1873 durante la Guerra de Modoc. El armamento de esta batería consistía en dos cañones Armstrong británicos de fuego rápido de 4,7 pulgadas. El papel de la batería era evitar que las naves enemigas más pequeñas pasaran por el canal del barco frente al fuerte. La batería se desactivó en 1917 y se retiraron sus armas. La quinta batería fue Battery Schenk, llamada así por el teniente William T. Schenck, quien murió en acción en Luzón en 1900 durante la guerra filipino-estadounidense. La batería inicialmente tenía dos, luego se incrementó a tres, cañones de fuego rápido de 3 pulgadas. También protegió el canal de navegación.

#### SigloXX
Los huracanes de 1906 y julio de 1916 causaron un gran daño a las casas de madera del Fuerte Morgan a lo largo de Officer's Row. Los amplios porches que ayudaban a enfriar los edificios en verano resultaron particularmente vulnerables.
En 1915, el Cuerpo de Artillería Costera construyó una batería experimental, llamada Battery Test, a una milla del Fuerte Morgan. La batería sostenía una sola pistola de 10 pulgadas en un carruaje que desaparecía. Luego, en 1916, la Armada tenía dos acorazados, el USS New York y el USS Arkansas y se tenía que bombardear la batería durante dos días para ver qué tan bien sobreviviría, lo que hizo con muy pocos daños. La pistola se retiró poco después de las pruebas. Después de que Estados Unidos declarara la guerra a Alemania en abril de 1917, el fuerte asumió la tarea de entrenar a los hombres de la Artillería Costera en armas modernas. El fuerte también entrenó baterías antiaéreas de campo. En 1920, el fuerte recibió cuatro obuses británicos de 9.2 pulgadas. Estas armas fueron abandonadas y luego desechadas en 1924 cuando el Ejército abandonó el fuerte. A partir de entonces, la base se deterioró rápidamente.
Durante la Primera Guerra Mundial, el Ejército había establecido una estación de transmisión y recepción de radio en el Fuerte Morgan como parte de una red nacional de comunicación en código Morse. El transmisor tenía las letras de identificación WUR. Cuando se abandonó el Fuerte Morgan, las letras de identificación se transfirieron al Fuerte McClellan. En abril de 1942, el ejército volvió a ocupar el fuerte y construyó un aeródromo adyacente. Inicialmente, el Cuerpo de Artillería de la Costa trajo cinco cañones Modelo 1918 de 155 mm (6,1 pulgadas) para equipar el fuerte. El Ejército colocó dos en la parte superior del Fuerte Morgan en monturas que permitían un recorrido de 360 grados. Los tres cañones restantes estaban en el patio de armas del fuerte. El Departamento de Guerra entregó el Fuerte Morgan al Estado de Alabama en 1946, y el Ejército volvió a abandonar el fuerte en 1947. El Departamento de Guerra disolvió el Cuerpo de Artillería Costera del Ejército en 1950.

## Descripción
El Fuerte Morgan fue designado Monumento Histórico Nacional en 1960.
En 2007 fue catalogado como "uno de los 10 sitios de batalla más amenazados de la nación" por el Fideicomiso de Preservación de la Guerra Civil en History Under Siege: Una guía de los campos de batalla de la Guerra Civil más amenazados de Estados Unidos.
En junio de 2008, se descubrió en el lugar un proyectil naval de la Unión vivo de 90 libras. El proyectil era de un rifle Parrott en un buque de guerra de la Armada y fue disparado contra el fuerte en el verano de 1864. El descubrimiento se produjo durante las excavaciones como parte de un proyecto destinado a reparar las grietas en las paredes.

## Otras lecturas
- Lewis, Emanuel Raymond (1979). Seacoast Fortifications of the United States. Annapolis: Leeward Publications. ISBN 978-0-929521-11-4.
- Weaver II, John R. (2018). A Legacy in Brick and Stone: American Coastal Defense Forts of the Third System, 1816-1867, 2nd Ed. McLean, VA: Redoubt Press. ISBN 978-1-7323916-1-1.